# Lake megye (Indiana)
Lake megye az Amerikai Egyesült Államokban, azon belül Indiana államban található. Megyeszékhelye Crown Point, legnagyobb városa lakosság alapján Hammond, terület alapján Gary. Lakosainak száma 498 700 fő (2020. április 1.). Lake megye Newton, Porter, Jasper, Cook, Kankakee és Will megyékkel határos.

## Népesség
A megye népességének változása:
| Lakosok száma | 496 052 | 494 833 | 493 118 | 491 456 | 487 865 | 498 700 |
|               | 2010    | 2011    | 2012    | 2013    | 2015    | 2020    |